# Tritantaichmes (Rebell)

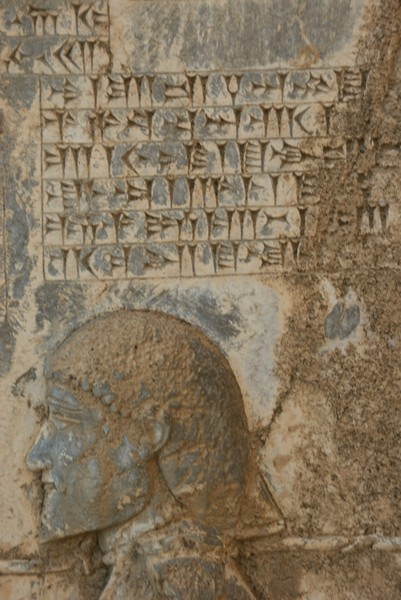
Tritantaichmes, König von Sagartia. Behistun Relief

Tritantaichmes (altpersisch: Ciçantaxma-, von Herkunft/Abstammung stark/tüchtig; † 521 v. Chr. in Arbela) war ein selbsternannter König der Sagartier im späten 6. vorchristlichen Jahrhundert. Er war einer der acht sogenannten „Lügenkönige“, die sich gegen die Machtergreifung des Dareios I. erhoben hatten.
Nach dem Tod des persischen Großkönigs Kambyses II. und dem Sturz des Kurzzeitregenten Bardiya/Gaumata durch Dareios I. im Jahr 522 v. Chr. waren in mehreren Provinzen des persischen Achämenidenreichs Aufstände ausgebrochen. Auch die Meder hatten sich unter der Führung des Phraortes erhoben, wurden aber am 8. Mai 521 v. Chr. bei Kunduruš in der Nähe von Bisotun entscheidend geschlagen.
Tritantaichmes war vermutlich ein Gefolgsmann des Phraortes und führte nach dessen Ende die Rebellion fort. Er gehörte dem Stamm der Sagartier an, die zur Stammeskonföderation der Meder gehörten. Wie Phraortes zuvor hatte Tritantaichmes eine Abstammung vom alten medischen Herrscherhaus verlautbart und sich zum König in Sagartien ausgerufen. Allerdings wurde er noch im Sommer 521 v. Chr. von dem persischen Heerführer Takhmaspada, der selbst ein gebürtiger Meder war, in einer Schlacht besiegt und gefangen genommen. Ihm wurden vor Dareios I. Nase, Ohren und Zunge abgeschnitten und die Augen ausgestochen um darauf in Arbela gekreuzigt zu werden.

## Quelle
- Behistun-Inschrift (DB), Tafel 2, §33 in: Roland G. Kent, Old Persian – Grammar Texts Lexicon. American Oriental Society, 1953.